# DREAM PRICE 1000 バンバン+ばんばひろふみ 「いちご白書」をもう一度
『DREAM PRICE 1000 バンバン+ばんばひろふみ 「いちご白書」をもう一度』（ドリーム プライス せん バンバン プラス ばんばひろふみ いちごはくしょをもういちど）は、バンバンと元メンバー・ばんばひろふみによる連名のベスト・アルバム。2001年10月11日発売。発売元はSony Music House。規格品番はMHCL-25。

## 解説
ソニー・ミュージックハウス（現・ソニー・ミュージックダイレクト）から「新シリーズ【DREAM PRICE 1000】オリジナル・ヒット6曲入りベスト、まさに夢の価格￥1,000で登場!」と宣伝された廉価版ミニ・ベスト“DREAM PRICE 1000”シリーズの1作。
本作はバンバンの楽曲（M-1〜4）、解散後にソロ活動したばんばひろふみの楽曲を2曲、全6曲を収録。
バンバンとばんば連名のベスト・アルバムは、本作以前に『GOLDEN J-POP/THE BEST バンバン+ばんばひろふみ』（1998年8月21日発売：SRCL-4335）、『999 BEST BANG BANG+ばんばひろふみ』（2007年2月21日発売：MHCL-1032）、『GOLDEN☆BEST バンバン+ばんばひろふみ』（2009年7月15日発売：MHCL-1542）などがある。
レーベルはそれぞれバンバンがCBS・ソニー、ばんばがEPIC・ソニーである。
通常のCDショップの他、都心型ターミナル駅コンコースや高速道路内売店、スーパーマーケットの店頭ワゴンなどでも販売された。
2022年現在では、廃盤となっている。

## 収録曲
1. 「いちご白書」をもう一度（4分35秒）[5] - バンバン
  - 作詞・作曲：荒井由実　編曲：瀬尾一三
2. 霧雨の朝突然に・・・（3分57秒） - バンバン
  - 作詞・作曲：荒井由実　編曲：瀬尾一三
3. 縁切寺（3分36秒） - バンバン
  - 作詞・作曲：さだまさし　編曲：石川鷹彦
4. 永すぎた春（2分40秒） - バンバン
  - 作詞・作曲：ばんばひろふみ　編曲：木田高介
5. SACHIKO（4分27秒） - ばんばひろふみ
  - 作詞：小泉長一郎　作曲：馬場章幸　編曲：大村雅朗
6. 速達（4分45秒） - ばんばひろふみ
  - 作詞：竜真知子　作曲：馬場章幸　編曲：瀬尾一三